# Comuna Kapelle
Kapelle este o comună din provincia Zeelanda, Țările de Jos.

## Localități componente
Biezelinge, Kapelle, Schore, Wemeldinge.